# Хуан Ернандес Сьєрра
Хуан Ернандес Сьєрра (ісп. Juan Hernández Sierra; 16 березня 1969, Пінар-дель-Ріо) — кубинський боксер, багаторазовий чемпіон світу, Панамериканських ігор та Ігор Центральної Америки і Карибського басейну, призер Олімпійських ігор.

## Аматорська кар'єра
1987 року Хуан Ернандес став чемпіоном світу серед молоді, вигравши у фіналі у Кості Цзю (СРСР).
1990 року переміг на Кубку світу.
- В 1/8 фіналу переміг Борислава Абаджиєва (Болгарія) — RSC 3
- У чвертьфіналі переміг Дьйордя Міжеї (Угорщина) — RSC 2
- У півфіналі переміг Євгена Зикова (СРСР) — 33-15
- У фіналі переміг Роберта Маккракена (Англія) — AB 2

Того ж року став чемпіоном Ігор Центральної Америки і Карибського басейну, а 1991 року — чемпіоном Панамериканських ігор.
На чемпіонаті світу 1991 став чемпіоном.
- В 1/16 фіналу переміг Хав'єра Мартінеса (Іспанія) — 43-7
- В 1/8 фіналу переміг Росса Томпсона (США) — 18-3
- У чвертьфіналі переміг Саїда Беннаєма (Франція) — 19-8
- У півфіналі переміг Стефана Скріггінса (Австралія) — RSC 2
- У фіналі переміг Андреаса Отто (Німеччина) — 22-12

На Олімпійських іграх 1992 завоював срібну медаль.
- В 1/16 фіналу переміг Саїда Беннаєма (Франція) — 6-0
- В 1/8 фіналу переміг Джун Джин Чул (Південна Корея) — RSC 2
- У чвертьфіналі переміг Сорена Антмана (Швеція) — RSC 3
- У півфіналі переміг Анібала Асеведо (Пуерто-Рико) — 11-2
- У фіналі програв Майклу Каррут (Ірландія) — 10-13

На чемпіонаті світу 1993 став чемпіоном вдруге.
- В 1/16 фіналу переміг Алана Волецкі (Шотландія) — RSC 1
- В 1/8 фіналу переміг Орландо Голліса (США) — 19-0
- У чвертьфіналі переміг Нуржана Сманова (Казахстан) — 23-4
- У півфіналі переміг Андреаса Отто (Німеччина) — 11-4
- У фіналі переміг Віталіюса Карпачяускаса (Литва) — 9-3

Того ж року вдруге став чемпіоном Ігор Центральної Америки і Карибського басейну.
На Кубку світу 1994 програв у першому бою Андреасу Отто (Німеччина).
На чемпіонаті світу 1995 став чемпіоном втретє.
- В 1/16 фіналу переміг Данієля Сантоса (Пуерто-Рико) — RSC 1
- В 1/8 фіналу переміг Андерса Стіве (Норвегія) — 6-2
- У чвертьфіналі переміг Ніколу Марковича (Югославія) — 6-2
- У півфіналі переміг Андреаса Отто (Німеччина) — 7-3
- У фіналі переміг Олега Саїтова (Росія) — 4-2

На Олімпійських іграх 1996 завоював знов срібну медаль.
- В 1/16 фіналу переміг Йозефа Надь (Угорщина) — RSC 2
- В 1/8 фіналу переміг Вадима Мязга (Білорусь) — 12-2
- У чвертьфіналі переміг Нуржана Сманова (Казахстан) — 16-8
- У півфіналі переміг Мар'яна Сіміона (Румунія) — 20-7
- У фіналі програв Олегу Саїтову (Росія) — 9-14

На чемпіонаті світу 1997 завоював бронзову медаль.
- В 1/16 фіналу переміг Нуржана Сманова (Казахстан) — 9-3
- В 1/8 фіналу переміг Ханіса Товконбаєва (Узбекистан) — 12-6
- У чвертьфіналі переміг Гільєрмо Сапуто (Аргентина) — 10-5
- У півфіналі програв Олегу Саїтову (Росія) — 4-5

1998 року переміг на Кубку світу у ваговій категорії до 71 кг.
- У чвертьфіналі переміг Абдельгані Кінзі (Алжир) — 15-5
- У півфіналі переміг Єрмахана Ібраїмова (Казахстан) — 10-6
- У фіналі переміг Олега Кудинова (Україна) — 15-3

1999 року знов у категорії до 67 кг вдруге став чемпіоном Панамериканських ігор.
На чемпіонаті світу 1999 став чемпіоном вчетверте.
- В 1/16 фіналу переміг Величана Герейчанова (Словаччина) — DQ 4
- В 1/8 фіналу переміг Ларрі Мослі (США) — 10-1
- У чвертьфіналі переміг Адріана Сьюте (Австрія) — 10-2
- У півфіналі переміг Леонарда Бунду (Італія) — 7-5
- У фіналі переміг Тимура Гайдалова (Росія) — 5:0 /JURY/
  - (спочатку після фінального бою переможцем з рахунком 5-3 був визнаний Тимур Гайдалов, але після того, як уся кубинська команда відмовилася від подальшої участі у чемпіонаті в знак протесту проти упереджених рішень суддів і покинула турнір, результат бою Хуан Ернандес — Тимур Гайдалов був переглянутий і анульований: Гайдалов був дискваліфікований за удар відкритою рукавичкою, а переможцем бою оголошено Ернандеса)

На Олімпійських іграх 2000 виступав у ваговій категорії до 71 кг.
- В 1/16 фіналу переміг Стефана Нзує Мба (Габон) — RSC 3
- В 1/8 фіналу переміг Мухаммеда Мармурі (Туніс) — RSC 3
- У чвертьфіналі програв Єрмахану Ібраїмову (Казахстан) — 9-16